# Jean-Philippe Toussaint
Jean-Philippe Toussaint, född 29 november 1957 i Bryssel, är en belgisk författare och filmare.
Debutromanen Badrummet präglas av den stil som blivit författarens signum: en förströdd ton, diskret humor och komprimerad form. Toussaints berättarstil karaktäriseras som en skarpögt skildrad vardagstillvaro styrd av slumpen och det absurda där den anonyme hjälten ständigt blir indragen i förtretliga Kafkaliknande situationer.